# Hortense Cartier-Bresson
Pour les articles homonymes, voir Cartier et Bresson.
Hortense Cartier-Bresson est une pianiste et professeure de musique classique française au Conservatoire national supérieur de musique et de danse de Paris.

## Biographie
Hortense Cartier-Bresson étudie le piano au Conservatoire national supérieur de musique et de danse de Paris, elle y remporte cinq premiers prix de piano, de musique de chambre et d'harmonie, de contrepoint et d'accompagnement puis est admise en cycle de perfectionnement de piano. En 1979, elle rencontre le pianiste hongrois György Sebök qui l'invite à suivre son enseignement à l'Université de l'Indiana à Bloomington aux États-Unis. Elle remporte en 1981 le troisième prix au Concours Liszt-Bartok de Budapest (premier prix non attribué).
Elle est directrice artistique du festival de musique de chambre Musique à l'Abbaye de La Prée. Elle enseigne le piano et la musique de chambre au Conservatoire à rayonnement régional de Boulogne-Billancourt avant d'être nommée professeur de piano au Conservatoire national supérieur de musique et de danse de Paris en 2011. 
Elle enregistre notamment deux disques consacrés le premier aux œuvres de Bartók (Accord/Universal) et le second aux deux Concertos de Chopin dans la version pour Quintette à Cordes et Piano (Maestria Records),. Un nouvel enregistrement des œuvres tardives de Brahms (Aparté) est paru le 17 janvier 2020,,,,,.

## Discographie
- Concours Liszt-Bartók de Budapest 1981 - Mūza Rubackytė et Hortense Cartier-Bresson (LP Hungaroton) (OCLC 10076898)
- Bartók, Œuvres pour piano (décembre 1996, Accord 472 33-2 / 205862) (OCLC 658718655)
- Bartók, Sonates no 1 et 2, Danses roumaines - Junko Omori, violon (avril 1999, ADAMI 991) (OCLC 659081286)
- Ravel, L'Œuvre pour piano - avec Roger Muraro (2003, Accord) (OCLC 417463784)
- Brahms, Fantaisies, op. 116, Intermezzi, op. 117, Klavierstücke, op. 118 (29 avril-2 mai 2019, Aparté) (OCLC 1151689019)

## Pour approfondir